# U-1051
U-1051 je bila nemška vojaška podmornica Kriegsmarine, ki je bila dejavna med drugo svetovno vojno.

## Zgodovina
Podmornica je bila potopljena 26. januarja 1945 v Irskem morju v spopadu z britanskimi fregatami HMS Aylmer (K 463), HMS Calder (K 349), HMS Bentinck (K 314) in HMS Manners (K 568); umrlo je vseh 47 članov posadke. Podmornica je bila del 11. podmorniške flotilje.

## Poveljniki
| Poveljniki |             |                       |                                 |
| Št.        | Čin         | Ime                   | Poveljstvo                      |
| 1.         | Nadporočnik | Heinrich von Holleben | 4. marec 1944 - 26. januar 1945 |

## Tehnični podatki
| Kategorije                                    | Podatki                       |
| --------------------------------------------- | ----------------------------- |
| Teža (t): na površju pod površjem polna Teža  | 769 871 1.070                 |
| Dolžina (m) - tlačni trup (m)                 | 67,10 - 50,50                 |
| Širina (m) - tlačni trup (m)                  | 6,20 - 4,70                   |
| Izpodriv (m)                                  | 4,74                          |
| Višina (m)                                    | 9,6                           |
| Moč (hp): na površju pod podvršjem            | 3.200 750                     |
| Hitrost (vozlov): na površju pod podvršjem    | 17,7 7,6                      |
| Doseg (milja/vozel): na površju pod podvršjem | 8.500/10 80/4                 |
| Torpeda/Torpedne cevi                         | 14/5 (4 na premcu, 1 na krmi) |
| Krovni top (mm)                               | 88                            |
| Mine                                          | 26 TMA                        |
| Posadka                                       | 44-52                         |
| Maksimalni potop (m)                          | 220                           |

## Potopljene ladje
| Datum           | Ime                           | Država              | Tonaža    | Usoda                |
| --------------- | ----------------------------- | ------------------- | --------- | -------------------- |
| 21. januar 1945 | Galatea (trgovska ladja)      | Norveška            | 1.152 BRT | potopljena (torpedo) |
| 26. januar 1945 | HMS Manners (K 568) (fregata) | Združeno kraljestvo | 1.300 BRT | potopljena (torpedo) |